# Ministrstvo za manjšine Pakistana
Ministrstvo za manjšine Pakistana je zvezno ministrstvo vlade Pakistana, ki je bilo ustanovljeno septembra 2004.

## Zgodovina
Predhodnik ministrstva je bil sekretariat za manjšine, ki je bilo ustanovljeno leta 1973 v sklopu bivšega Ministrstva za manjšine, kulturo, šport, turizem in mladinske zadeve; septembra 2004 je bil sekretariat povišan v samostojno ministrstvo. Od takrat ministrstvo deluje »za izboljšanje in dvig različnih verskih manjšin v Pakistanu«.

## Vodstvo
Minister
- Shahbaz Bhatti: 2. november 2008[2] - 2. marec 2011[3]

Državni sekretar
- Jaweed Akhter